# Луцій Юлій Руф
Лу́цій Юлій Руф (лат. Lucius Iulius Rufuso; I століття) — політичний і державний діяч Римської імперії, ординарний консул 67 року.

## Біографія
Походив з патриціанського роду Юліїв. Про молоді роки його відомостей не збереглося. 
67 року під час імператорства Нерона його було обрано ординарним консулом разом з Гаєм Фонтеєм Капітоном. Виконували вони свої обов'язки лише 2 місяці, після чого їх заступили консули-суффекти. Про діяльність Луція Юлія під час консульського терміну даних немає.
З того часу про подальшу долю Луція Юлія Руфа згадок немає. 